# Мова асемблера x86
Мова асемблера x86 — загальна назва групи асемблерних мов, що беруть свій початок від перших мов асемблера мікропроцесорів Intel 8086 та Intel 8088 і забезпечують деякий рівень сумісності на рівні початкових текстів програм. У порівнянні з мовами асемблера інших процесорів, відмінною рисою асемблерів для архітектури x86 є наявність двох цілком відмінних синтаксисів, зумовлених історичними особливостями розвитку двох важливих для цієї комп'ютерної платформи операційних систем (MS-DOS і Unix). Також слід відзначити наявність кількох реалізацій програм-асемблерів, кожна з яких може мати несумісні з іншими особливості (такі як макроси, препроцесор, адресування змінних та інше).

## Синтаксис

### Набір команд
Типовими командами мови асемблера є:
- Команди пересилки даних (mov та ін.);
- Арифметичні команди (add, sub, та ін.);
- Логічні та побітові операції (or, and, xor, shr, ror та ін.);
- Команди управління ходом виконання програми (jmp, loop, ret та ін.);
- Команди виклику переривань (іноді відносять до команд управління): int;
- Команди вводу-виводу в порти (in, out);
- Команди, що виконують перевірку і перехід по умові, наприклад:
  - cjne — перейти, якщо не дорівнює;
  - djnz — декрементувати (декремент - від'ємне прирощення величини), і якщо результат не нульовий, то перейти;
  - cfsneq — порівняти, і якщо не дорівнює, пропустити наступну команду.

Синтаксис мови асемблера визначається системою команд конкретного процесора чи мікроконтролера.

### Intel-синтаксис
Intel-синтаксис є одним з найпоширеніших, використовується для IBM-сумісних комп'ютерів.

### AT&T-синтаксис
Відрізняється від Intel-синтаксису наявність суфіксів до мнемонік та префіксів до операндів.

### Асемблерні фрагменти у мові C
```
main
 
()

{
 

        
int
 
a
 
=
 
1
;
 
// оголошуємо змінну a і кладемо туди значення 1 

        
int
 
b
 
=
 
2
;
 
// оголошуємо змінну b і кладемо туди значення 2 

        
int
 
c
;
 
// оголошуємо змінну c, але не ініціалізуємо її 

        
// Початок асемблерної вставки 

        
__asm
{
 

                
mov
 
eax
,
 
a
 
// завантажуємо значення змінної a в регістр EAX 

                
mov
 
ebx
,
 
b
 
// завантажуємо значення змінної b в регістр EBX 

                
add
 
eax
,
 
ebx
 
// додаємо EAX з EBX, записуючи результат в EAX 

                
mov
 
c
,
 
eax
 
// завантажуємо значення EAX у змінну c 

        
}
 

        
// Кінець асемблерної вставки 

        
// Виводимо вміст c на екран 

        
// За допомогою звичної функції printf 

        
printf
 
(
"a + b =% x +% x =% x \ n"
,
 
a
,
 
b
,
 
c
);
 

}

```